# Daniel Bouchard (homme politique)
Pour les articles homonymes, voir Daniel Bouchard et Bouchard.
Daniel Bouchard, né le 6 février 1968 à Québec, est un administrateur, éditorialiste, entraîneur et homme politique québécois. 
Élu député à l'Assemblée nationale du Québec de la circonscription de Mégantic-Compton en avril 2003 sous la bannière du Parti libéral du Québec, il siège, à la suite d'une enquête policière, comme indépendant à compter du 16 mars 2004 jusqu`à la fin de son mandat en 2007.

## Biographie

### Jeunesse et formation
Né le 6 février 1968 à Québec, Daniel Bouchard est le fils d'André Bouchard, électricien, et de Ginette Saindon. Il est titulaire d'un diplôme d'études au Collège de l'Assomption (1989) et un baccalauréat en science politique, volet administration publique de l'Université du Québec à Montréal (1994). En 2000, il suit un programme d'études en revitalisation économique et physique à l'Université Laval. Il obtient une attestation de l'International Economic Development Council, de l'Université de Penn State en 2001. La même année, il est formateur certifié pour la simulation d'entreprise EGE du Groupe conseil JMA. 
Il poursuit ses études par une maîtrise en gestion des petites et moyennes entreprises à l'Université du Québec à Trois-Rivières et une maîtrise en administration des affaires l'Université de Sherbrooke. Depuis 1994, il est membre de l'Ordre des administrateurs agréés du Québec. 

### Carrière
En 1988, Daniel Bouchard est régisseur adjoint des sports à la Ville de Repentigny, puis adjoint au président-directeur général des arénas Repentigny-Le Gardeur de 1989 à 1997. Il est ensuite directeur des opérations à Expo-Habitat Commerce de Repentigny de 1990 à 1997 et directeur général du Centre de réception de Repentigny de 1992 à 1997. De 1997 à 1998, il est éditorialiste au journal L'Équilibre régional et directeur des communications à la Ville de Sainte-Marthe-sur-le-Lac en 1998. Il s'implique également dans sa communauté en étant directeur général de la Société d'aide au développement de la collectivité du Haut-Saint-François de 1998 à 2003. 
De 1986 à 1992, il est entraîneur-chef en patinage de vitesse au Club de Laval et Repentigny. Il est aussi administrateur des secteurs tourisme et forêt au Centre local de développement du Haut-Saint-François de 1998 à 2000 et président et fondateur du Service d'aide domestique du Haut-Saint-François de 1998 à 2003.

### Carrière politique
Daniel se lance en politique en 1993 lorsqu'il devient conseiller municipal de la Ville de Repentigny. Il occupe ce poste jusqu'en 1997. De 2001 à 2003, il est directeur de l'exécutif libéral de Mégantic-Compton et vice-président de l'exécutif du Parti libéral du Canada de Compton—Stanstead. 
Il est élu député à l'Assemblée nationale du Québec à l'élection de 2003 dans la circonscription de Mégantic-Compton comme libéral, obtenant 47,09 % des suffrages exprimés et 3 788 votes de plus que sa plus proche rivale, la candidate péquiste Suzanne Durivage.
À partir du 16 mars 2004, il siège comme député indépendant. Le 13 septembre 2005, il reconnaît avoir enfreint la Loi électorale du Québec à 12 reprises.
En plaidant coupable, Bouchard admet avoir utilisé des fonds de la Société d'aide au développement de la collectivité du Haut-Saint-François (SADCHSF) pour rembourser deux contributions électorales qu'il avait faites lui-même à l'association libérale de son comté.
Le député Bouchard, qui a été directeur général de l'organisme de 1998 à 2003, avant d'être élu à Québec sous la bannière libérale, reconnaît aussi avoir incité huit autres employés de l'organisme à utiliser le même stratagème à dix reprises entre 2001 et 2002, et avoir approuvé ces dépenses.
Cette façon de faire constitue une violation de l'article 90 de la loi électorale, qui précise que « toute contribution doit être versée par l'électeur lui-même et à même ses propres biens »
En plus de ses démêlés avec le DGEQ, Daniel Bouchard est aussi accusé devant un autre tribunal d'avoir tenté de frauder les sociétés d'assurance Allianz Canada et La Capitale en présentant de fausses réclamations totalisant moins de 5 000 $. On lui reproche également d'avoir utilisé de fausses factures.
Le 24 octobre 2007, Daniel Bouchard écope d'une peine d'un an à purger dans la collectivité. Il a plaidé coupable à dix accusations de fabrication de faux documents.

## Sources
- Radio-Canada. 2005. [http://www.radio-canada.ca/nouvelles/Politique/nouvelles/200509/13/004-BOUCHARDCOUPABLE.shtml?ref=rss«+Daniel+Bouchard+admet+avoir+contourné+la+Loi+électorale+»]. Radio-Canada. En ligne (page consultée le 27 mars 2007).